# 稚内市立稚内港小学校
稚内市立稚内港小学校（わっかないしりつ わっかないみなとしょうがっこう）は、北海道稚内市港4丁目にある公立小学校。同市港地区を学区とする。

## 概要
- 学級数 - 7
- 児童数 - 61（2024年4月20日現在）
- 本務教員数 - 14
- 本務職員数 - 2
- 校長 - 阿部　光宏
- 学校給食 - あり

## 交通
- JR 南稚内駅から徒歩15分
- 稚内空港から車で15分